# Falla Liquiñe-Ofqui

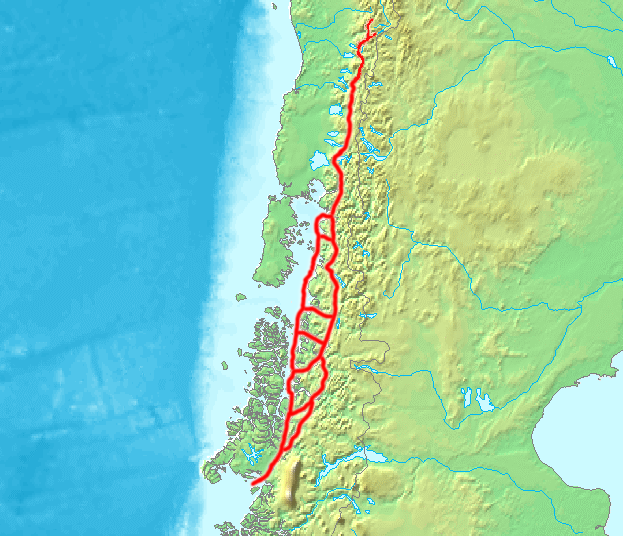
La falla Liquiñe-Ofqui, marcada en rojo. Nótese que la falla termina en realidad en el borde sur de este mapa.

La falla Liquiñe-Ofqui es el nombre de un conjunto de fallas geológicas que corren cerca de 1200 kilómetros en dirección norte-sur en la zona sur de Chile, en la región norte de los Andes Patagónicos. Cuando se considera una zona de falla, la zona de falla Liquiñe-Ofqui puede incluir otras fallas vecinas como la falla Reigolil-Pirihueico.

## Toponimia
El nombre fue dado por Francisco Hervé, I. Fuenzalida, E. Araya y A. Solano en 1979. El nombre fue derivado de la creencia de que su nacimiento se encontraba en las termas de Liquiñe, cercanas a la localidad homónima en la Región de Los Ríos y de que la zona terminal de la misma se encontraba en el istmo de Ofqui en la Región de Aysén. La falla en sí fue inferida por primera vez por el geógrafo y agente del gobierno chileno Hans Steffen alrededor de 1900, quien se refirió a ella como un "surco tectónico".

## Geografía
La falla Liquiñe-Ofqui es una de las principales zonas de fallas de la Tierra que desplaza la corteza continental y es la principal característica estructural de la Cordillera Principal de Chile entre 38° S al sur de la Triple Unión de Chile a ~47° S cerca del Golfo de Penas. Es difícil precisar con exactitud donde comienza este conjunto de fallas ya que en su origen presenta una geometría de cola de caballo (horsetail geometry), es decir la falla se divide en varias que dan la impresión de una cola de caballo. Sin embargo, podría decirse que comienza en las cercanías del volcán Callaqui y del volcán Copahue. Esta falla termina en el golfo de Penas, alrededor de 100 km al suroeste del istmo de Ofqui. Al norte del volcán Mate Grande, en Aysén, el rastro principal de la falla se dirige hacia el norte hasta el fiordo de Aysén, lo cruza y emerge en la costa al este del volcán Macá y a través del volcán Cay, donde nuevamente se dirige hacia el norte hacia el canal Puyuhuapi.
Cerca de la falla se ubican diversos volcanes activos tales como el Llaima, Villarrica, Mocho-Choshuenco, Corcovado, Macá, Puyehue, Yates y Hudson, cuya erupción de 1991 es considerada una de las más violentas en la historia vulcanológica chilena. La actividad sismológica resurgió en 2007 cuando en la falla se produjo el epicentro del terremoto de Aysén de 2007 y en mayo de 2008 hizo erupción el volcán Chaitén, luego de diez mil años de inactividad aproximadamente.
Un estudio de la falla en la zona cercana a las termas de Puyuhuapi, en el campo volcánico Puyuhuapi definió la existencia de un reservorio geotérmico formado a partir de las aguas lluvia que se cuelan en la corteza de los cerros, la cual luego se infiltra y es calentada en la profundidad, pudiendo ser posible la generación eléctrica a escala local. La investigación sugiere que es posible extrapolar lo estudiado en esa zona a todo el territorio atravesado por la falla.